# Kozlov (Střelské Hoštice)
Kozlov je vesnice, část obce Střelské Hoštice v okrese Strakonice v Jihočeském kraji. Nachází se asi půl kilometru západně od Střelských Hoštic, na pravém břehu řeky Otavy.

## Historie
První písemná zmínka o vesnici pochází z roku 1347. Historie osídlení je zde mnohem starší, především díky toku zlatonosné Otavy, podle níž se od nejstarších dob rýžovalo zlato. Toto dokládají sejpy (hromady písku po rýžování) na mnohých místech bohužel porušené orbou. Dochovaly se zejména na pravém břehu Otavy mezi Kozlovem a Horním Poříčí, dále směrem ke Katovicím. V okolí bylo zaznamenáno osídlení z doby bronzové, v období mohylových kultur, ale jsou zde i důkazy k pronikání keltského obyvatelstva do okolní krajiny v době laténské.
Na konci 14. století patřil Kozlov Vilémovi z Želče, který prodal tvrz a pozemky kozlovským osadníkům. Ti se tím stali svobodnými držiteli svých usedlostí a nebyli povinni robotou. Toto postavení, obdobné měšťanům, si Kozlovští udrželi do konce feudalismu. Poloha tvrze není známa, předpokládá se, že stála v místech čp. 40, 41 a 42.

## Obyvatelstvo
| Rok            | 1869 | 1880 | 1890 | 1900 | 1910 | 1921 | 1930 | 1950 | 1961 | 1970 | 1980 | 1991 | 2001 | 2011 | 2021 |
| -------------- | ---- | ---- | ---- | ---- | ---- | ---- | ---- | ---- | ---- | ---- | ---- | ---- | ---- | ---- | ---- |
| Počet obyvatel | 447  | 458  | 412  | 403  | 376  | 380  | 331  | 257  | 212  | 175  | 149  | 122  | 101  | 127  | 119  |
| Počet domů     | 61   | 65   | 65   | 65   | 65   | 65   | 65   | 68   | 64   | 61   | 60   | 68   | 68   | 68   | 68   |

## Obecní správa
Při sčítání lidu v letech 1850–1973 Kozlov byl 
samostatnou obcí, se kterým patřil nejprve do okresu Strakonice, ale v roce 1950 v okrese Horažďovice a od roku 1960 byl opět v okrese Strakonice. Od 1. ledna 1974 je částí obce Střelské Hoštice v okrese Strakonice.

## Pamětihodnosti
- Jednolodní kaplička svatého Václava s otevřenou předsíní, postavena roku 1826
- Přírodní památka Kozlovská stráň – lokalita s výskytem ohroženého hořečku mnohotvarého českého

## Galerie

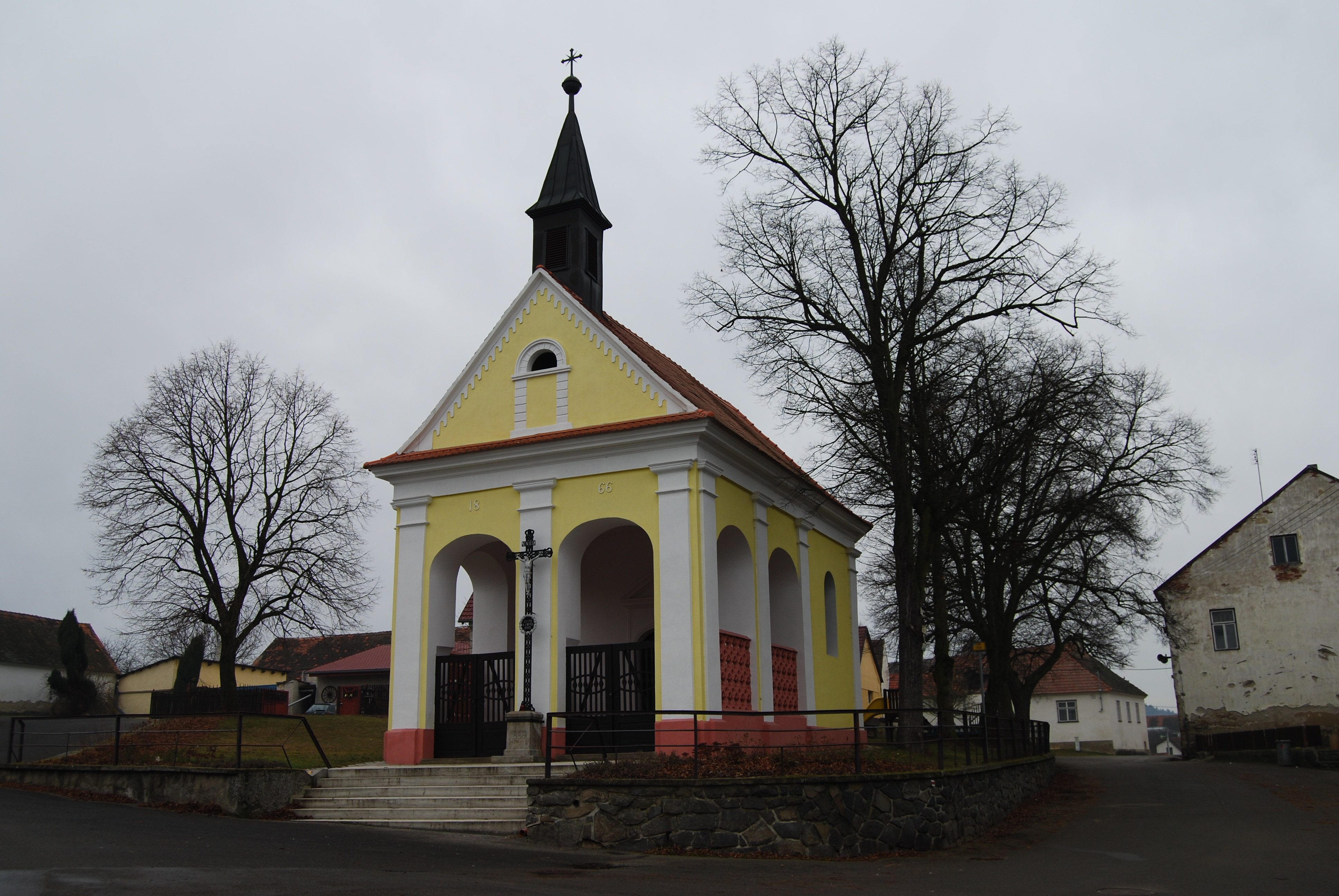
Kaple svatého Václava
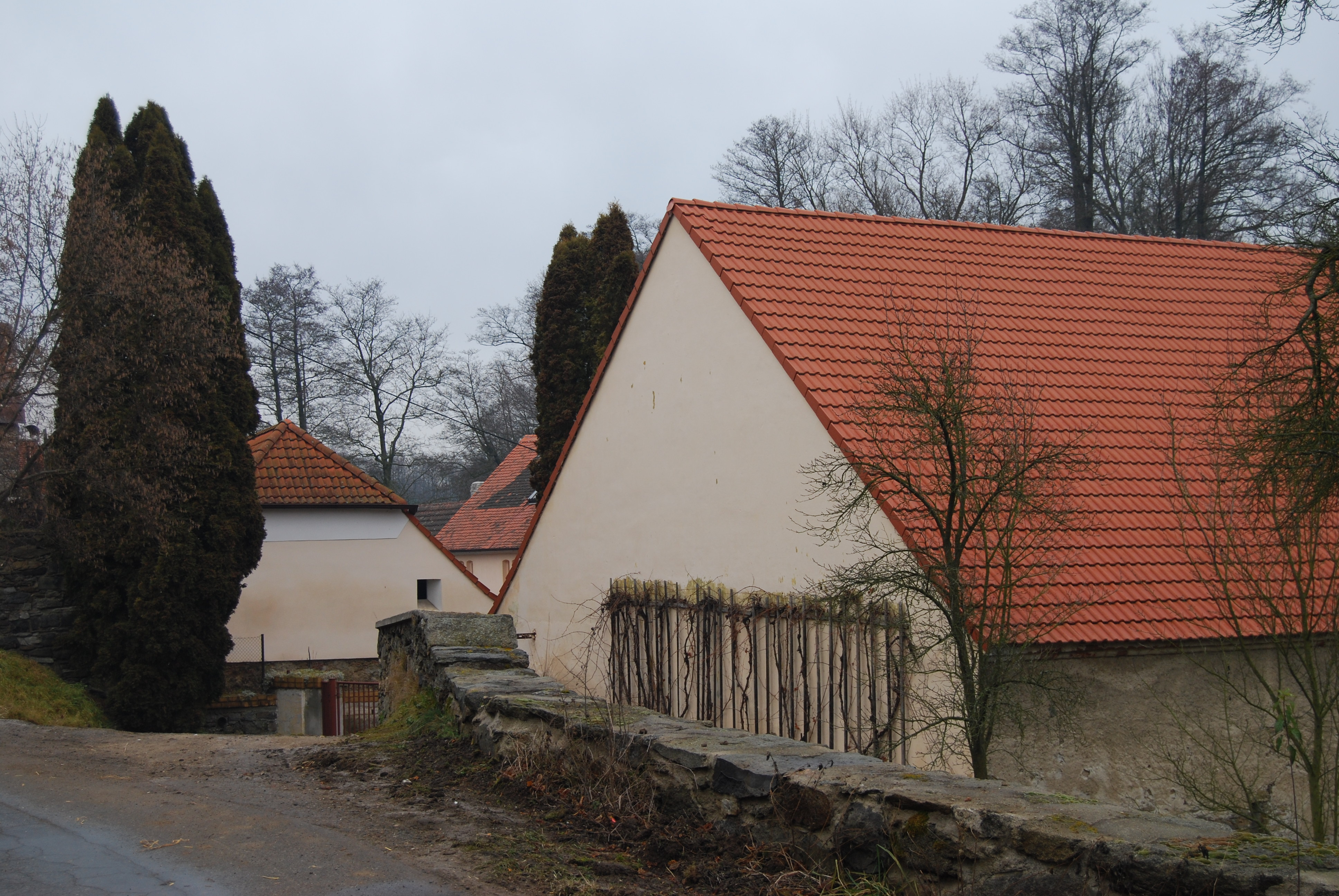
Domy ve vesnici
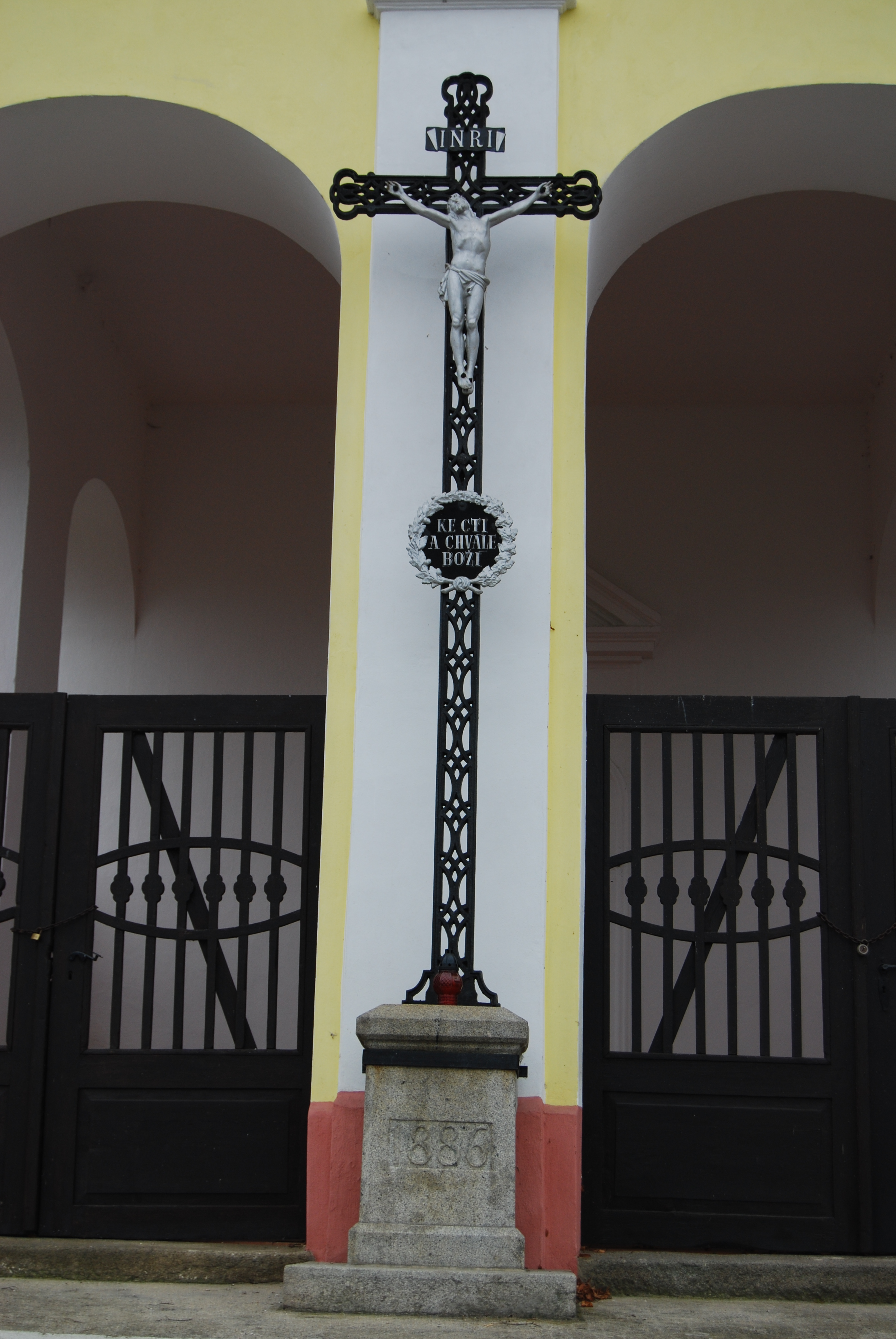
Detail kříže před kaplí
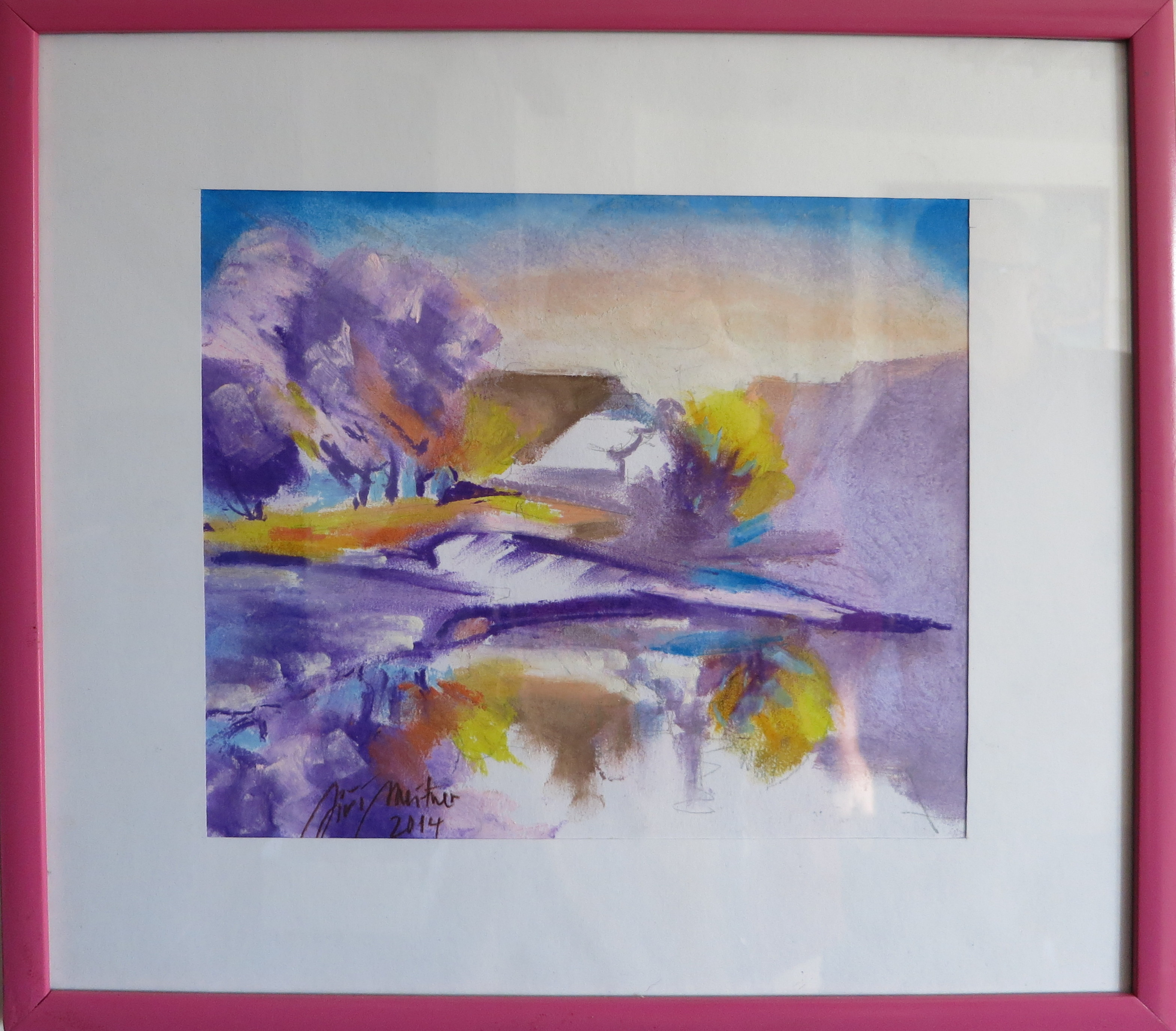
U jezu v Kozlově I (Jiří Meitner)